# Colônia do Gurguéia
Colônia do Gurguéia är en kommun i Brasilien.   Den ligger i delstaten Piauí, i den östra delen av landet, 1 000 km nordost om huvudstaden Brasília. Antalet invånare är 6 035.
Omgivningarna runt Colônia do Gurguéia är huvudsakligen savann. Runt Colônia do Gurguéia är det glesbefolkat, med 9 invånare per kvadratkilometer.